# Hedwigstafel

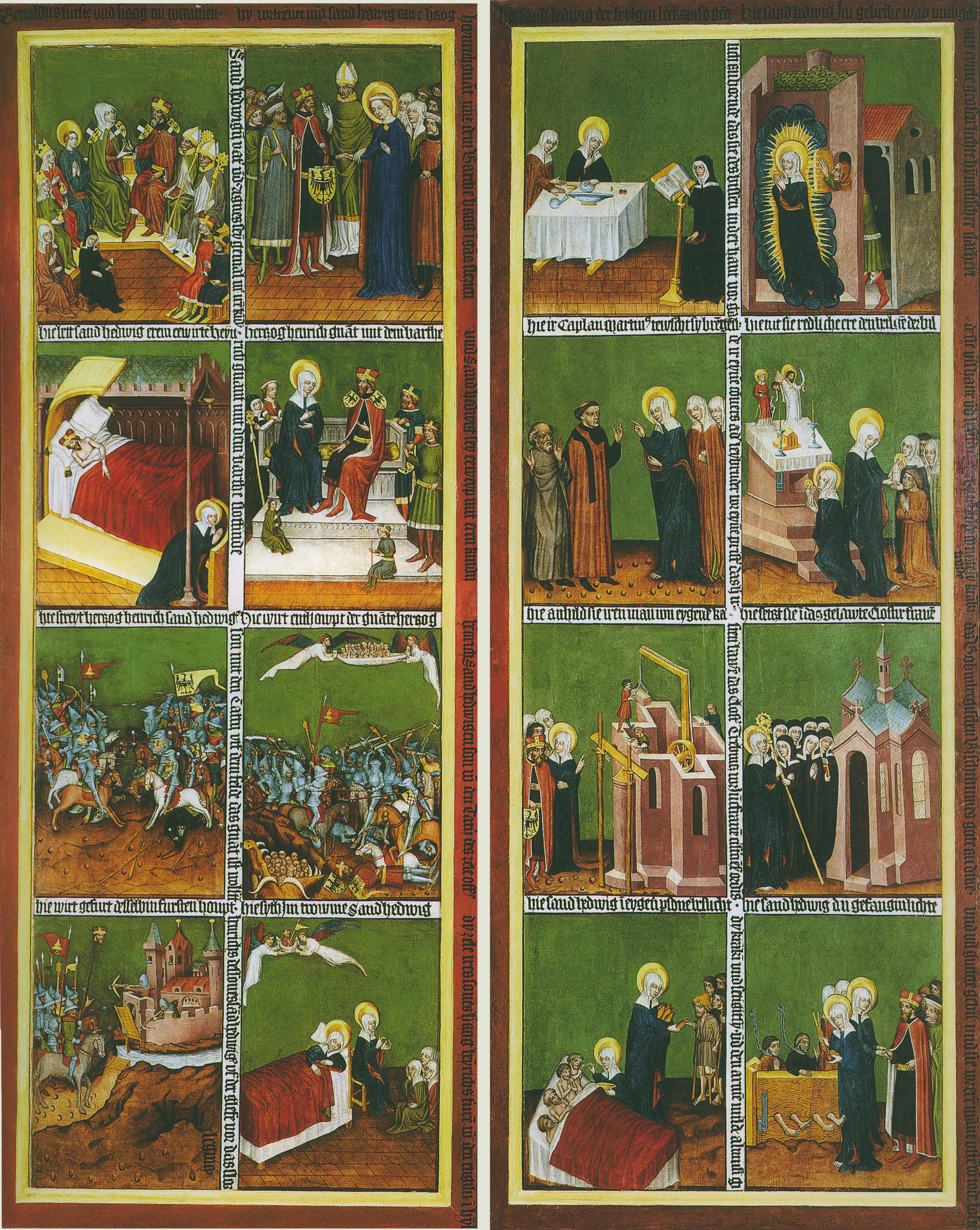
Seitenflügel des Hedwigretabels

Die Hedwigstafel  ist ein Triptychon mit zweiunddreißig Darstellungen aus dem Leben der hl. Hedwig in der Bernhardinerkirche in Breslau. Die Felder dieses Altarblatts, von dem nur die zwei Flügel erhalten sind, schildern bildlich und schriftlich die Hauptereignisse aus dem Leben der Heiligen.

## Einführung
Es befand sich dort im Inneren der sogenannten Ratskapelle, eines kreuzgewölbten Anbaus mit dreiseitigem Chorschluss, und wurde im 15. Jahrhundert nach Originalbildern des 14. Jahrhunderts gemalt.
Im mittleren Feld waren sechzehn, in den beiden Seitenflügeln je acht Szenen aus dem Leben der hl. Hedwig in lebhaften Farben auf grünem Grund dargestellt und mit deutschen Umschriften versehen. Bisher sind nur die Seitenflügel aufgefunden, die sich im Nationalmuseum in Warschau befinden.
Die hl. Hedwig war die Gattin von Herzog Heinrich I., reg. 1201–38, und Mutter von Herzog Heinrich II., der 1241 in der Mongolenschlacht fiel. Durch ihr kirchliches und caritatives Wirken wurde sie zur Identifikationsfigur des Landes.